# Ulica Poznańska w Warszawie
Ulica Poznańska – ulica w dzielnicy Śródmieście w Warszawie.

## Opis
Ulica stanowi południowy odcinek ul. Wielkiej, przedłużonej ok. 1870 do ul. Nowogrodzkiej. Biegnie od ul. Pięknej do Al. Jerozolimskich. Nazwę nadano w 1922.
W okresie międzywojennym w domu nr 13 mieścił się XI komisariat Policji Państwowej.

## Ważniejsze obiekty
- Biurowiec Koszykowa 54 (nr 2/4)
- Zespół Szkół Gastronomicznych im. prof. Eugeniusza Pijanowskiego (nr 6/8)
- Kamienica Glassów z 1892, przebudowana w 1920[4]; od 1924 do 1941 mieściło się w niej poselstwo, ambasada i następnie przedstawicielstwo ZSRR[5][6]; w czasie powstania warszawskiego, od 4 września 1944 budynek wykorzystywała Stacja Nadawcza Armii Krajowej „Błyskawica” (nr 15).
- Kamienica z 1879 (nr 21)
- Gmach Urzędu Telekomunikacyjnego i Telegraficznego (ul. Nowogrodzka 45)
- Kamienica Zyberta z 1904[4], w latach 1945–1958 w mieszkaniu nr 5 mieszkał poeta Miron Białoszewski[7] (nr 37)
- Hotel Polonia Palace
- Kamienica Wilhelma Rakmana
- Kamienica z 1913 (nr 38)[4].